# یک مکان ساکت: بخش ۲
یک مکان ساکت: بخش ۲ (به انگلیسی: A Quiet Place: Part II) فیلمی در ژانر ترسناک به نویسندگی و کارگردانی جان کرازینسکی و محصول سال ۲۰۲۱ ایالات متحده آمریکا است. امیلی بلانت، میلیسنت سیموندز، نوآ جوپ، کیلین مورفی و جایمن هانسو ستارگان فیلم هستند. این فیلم دنباله‌ای بر یک مکان ساکت محصول سال ۲۰۱۸ محسوب می‌شود و قسمت سوم با عنوان یک مکان ساکت: روز اول قرار است در ۸ مارس ۲۰۲۴ منتشر شود.
نخستین نمایش یک مکان ساکت: بخش ۲ در تاریخ ۸ مارس ۲۰۲۰ در نیویورک بود و همچنین قرار بود در مارس ۲۰۲۰ اکران شود، اما به دلیل دنیاگیری ویروس کرونا توسط پارامونت پیکچرز به تعویق افتاد و در تاریخ ۲۸ می ۲۰۲۱ در ایالات متحده به نمایش درآمد.

## داستان
خانواده ابوت پس از ماجراهای وحشتناک داخل خانه، حالا باید با وحشت دنیای بیرون روبه‌رو شوند و در سکوت برای بقا بجنگند. آنان پا به دنیای ناشناخته‌ها می‌گذارند و خیلی زود می‌فهمند موجوداتی که با صوت شکار خود را می‌یابند، تنها تهدید پیش رویشان نیستند.

## بازیگران
- امیلی بلانت در نقش اِوِلین آبوت
- کیلین مورفی در نقش امِت
- میلیسنت سیموندز در نقش ریگن آبوت: دختر لی و اولین و خواهر مارکوس
- نوآ جوپ در نقش مارکوس آبوت: پسر لی و اولین و برادر ریگن
- جایمن هانسو
- وین دووال
- جان کرازینسکی در نقش لی ابوت: همسر مرحوم اولین و پدر مارکوس و ریگن

## آینده
در نوامبر ۲۰۲۰, پارامونت پیکچرز جف نیکولز را برای نوشتن و هدایت یک اسپین‌آف بر اساس یک ایدهٔ اصلی از جان کرازینسکی و همچنین به عنوان تهیه‌کننده استخدام کرد. این فیلم قرار است در ۸ مارس ۲۰۲۴ با عنوان یک مکان ساکت: روز اول منتشر شود.